# Kim Hak-sun
Kim Hak-sun (1924–1997) fue una activista surcoreana por los derechos humanos, reconocida por su lucha contra la esclavitud y la violencia sexual en contextos de guerra. Fue una de las mujeres que, durante los años 30 y hasta el fin de la Guerra del Pacífico, fueron forzadas a servir como esclavas sexuales del Ejército Imperial Japonés. El 14 de agosto de 1991, Kim se convirtió en la primera mujer en Corea en hablar públicamente sobre su experiencia como mujer de consuelo para el ejército japonés. Ese mismo año, en diciembre, presentó una demanda colectiva contra el gobierno japonés por los abusos sufridos durante la guerra. Su valentía motivó a cientos de otras mujeres de países como Corea, China, Taiwán, Filipinas, Indonesia y los Países Bajos a compartir también sus testimonios. Su decisión de romper el silencio tras cuatro décadas fue impulsada por el fortalecimiento del movimiento feminista en Corea del Sur. Kim falleció en 1997, mientras el proceso legal aún seguía en marcha.

## Vida y Experiencias

### Primeros años
Kim Hak-sun nació en 1924 en Jilin, China. Aunque su familia era originaria de Pyongyang, Corea del Norte, se trasladaron a China como consecuencia de la ocupación japonesa. Su padre biológico, un ferviente activista por la independencia de Corea, dedicaba su vida a apoyar al ejército independentista, pero falleció cuando Kim tenía apenas tres meses de edad. Tras su muerte, Kim y su madre regresaron a Pyongyang, donde ella asistió a una escuela misionera y conservó gratos recuerdos de sus clases, deportes y juegos con amigos. A los 14 años, su madre contrajo matrimonio nuevamente. La relación con su padrastro fue difícil y, tras un periodo de rebeldía, su madre decidió enviarla a vivir con una familia que entrenaba a jóvenes para convertirse en kisaeng. Kim permaneció dos años en esa academia, donde aprendió diversas formas de arte y entretenimiento como la danza, el canto y el pansori. Se graduó a los 17 años, aunque no pudo ejercer como kisaeng oficialmente, ya que la licencia requería tener al menos 19 años.

### Esclavitud sexual militar japonesa
El padre adoptivo de Kim la llevó, junto con otra hija adoptiva, a China con la intención de venderlas. Este viaje los condujo finalmente a Beijing. Al llegar, un soldado japonés los interceptó, sospechando que el padre adoptivo de Kim era un espía, y lo detuvo. Poco después, Hak-sun fue secuestrada por otros soldados japoneses y trasladada a una estación de confort, donde fue forzada a trabajar como mujer de consuelo junto a otras cuatro mujeres coreanas. Durante su permanencia allí, le asignaron el nombre japonés de Aiko. Después de cuatro meses de cautiverio, logró escapar con la ayuda de un hombre coreano que más tarde se convertiría en su esposo y con quien tuvo dos hijos.
Existen versiones contradictorias sobre los acontecimientos relacionados con la venta de Kim. Algunas fuentes afirman que su padrastro intentó venderla directamente al propietario de la estación de confort. También hay relatos que señalan que el hombre que posteriormente se convirtió en su esposo habría intentado abusar de ella antes de ayudarla a escapar.

### Después del escape
Poco después de la liberación de Corea en 1945, Kim Hak-sun y su familia regresaron al país. Durante los primeros meses se refugiaron en un campo en Seúl, donde su hija falleció a causa del cólera. Años más tarde, en 1953, su esposo murió tras quedar atrapado bajo el derrumbe de un edificio en el que trabajaba. Al recordar su relación, Hak-sun expresó que su vida junto a él fue difícil: "Había sufrido mucho viviendo con este hombre; cuando estaba borracho se volvía violento. Me insultaba por haber sido una mujer de consuelo, y sus palabras me herían profundamente (...) Me torturó tanto emocionalmente que, cuando murió, no lo extrañé demasiado." Posteriormente, su hijo falleció de un ataque cardíaco mientras nadaba, aunque no se conoce la fecha exacta del suceso.

## Testimonios de Kim

### Primer testimonio
Durante más de 40 años tras el final de la guerra, se habló muy poco sobre las mujeres de consuelo. Esto se debió, en parte, a que muchas murieron en las estaciones de confort, otras se quitaron la vida tras el conflicto o simplemente no se sintieron capaces de compartir su experiencia, ya que el tema de la violación era especialmente tabú en la sociedad coreana. En 1990, el gobierno japonés declaró que no asumía responsabilidad por el asunto de las mujeres de consuelo del ejército, negando tanto el abuso sistemático de mujeres jóvenes de diversos países como la existencia misma de las estaciones de confort. Sin embargo, hacia finales de los años 80, Corea del Sur vivía un proceso de apertura democrática que permitió abordar con mayor libertad temas sensibles como la violencia sexual. Fue en este contexto que Kim decidió dar a conocer la verdad sobre los crímenes cometidos por el ejército japonés y el sufrimiento de las víctimas. El 14 de agosto de 1991, declaró: «No entiendo por qué Japón miente. Tomé mi decisión después de ver las noticias. Nadie me lo pidió. Lo hago por voluntad propia. Tengo casi 70 años y no le tengo miedo a nada. Diré lo que tengo que decir».
Kim tenía 67 años cuando hizo su primer testimonio en 1991. Un oficial militar japonés la llevó bajo coacción a una estación de confort del ejército japonés ubicada en China cuando tenía 17 años. "Intenté escapar, pero pronto me atraparon y me violaron entre lágrimas. Tenía diecisiete años entonces."  Cuando ella se resistió, el oficial respondió pateándola y amenazándola diciéndole que la matarían si no lo obedecía. Luego fue brutalmente violada. Junto con otras cuatro jóvenes coreanas, debía convertirse en "una herramienta higiénica utilizada por los soldados japoneses para satisfacer su deseo sexual". En la estación de confort, las víctimas, de entre 17 y 22 años, tenían que lidiar con entre siete y ocho soldados japoneses al día en pequeñas habitaciones separadas entre sí por telas. Se alimentaban de arroz que les traían de la unidad militar. Vestían cualquier ropa que tenían a mano y tenían que someterse a "inspecciones sanitarias" una vez a la semana.
Kim logró escapar de la estación de confort tras pasar tres meses allí, gracias a la ayuda de un comerciante coreano.
Criticó al pueblo coreano por haberse "aferrado a Japón", a pesar de la dolorosa historia que no debía olvidarse. Enfatizó la importancia de que la sociedad tome conciencia sobre la gravedad del problema de las llamadas "mujeres de consuelo".

### Después del testimonio
Inspiradas por el testimonio de Kim, otras sobrevivientes de la esclavitud sexual impuesta por el ejército japonés comenzaron a identificarse como mujeres de consuelo y a relatar sus dolorosas vivencias. Las declaraciones de Kim marcaron un antes y un después, convirtiéndose en el catalizador para que este tema ganara visibilidad a nivel internacional. Se estima que en Corea hubo alrededor de 200 víctimas, aunque muchas más fueron afectadas en países como Filipinas, Singapur y Corea del Norte. 
El 6 de diciembre de 1991, Kim, junto con otras dos sobrevivientes, interpuso una demanda ante el Tribunal de Distrito de Tokio, exigiendo una compensación y una disculpa formal por parte del gobierno japonés. El caso, conocido como "Reclamación de reparaciones para las víctimas coreanas en la Guerra del Pacífico", también incluía como demandantes a 13 exsoldados y civiles que habían servido en el ejército japonés, un guardia de prisión, tres viudas y 15 personas sobrevivientes. En la denuncia, se argumentaba que tanto el gobierno como las fuerzas armadas japonesas eran responsables de la operación de las estaciones de confort y de los daños sufridos por las víctimas, además de haber desatendido su dolor físico y psicológico.
Kim compartió su experiencia de sufrimiento en las estaciones de consuelo a través del libro recopilatorio de testimonios titulado Mujeres de consuelo coreanas que fueron llevadas a la fuerza. Además, tuvo un papel activo en manifestaciones y protestas, especialmente en aquellas realizadas frente a la Embajada de Japón en Corea.[cita requerida]
En 1995, se estableció en Japón el Fondo de Mujeres Asiáticas con el objetivo de ofrecer compensación a las víctimas a través de fondos provenientes del sector privado. Sin embargo, el gobierno japonés fue duramente criticado por no asumir responsabilidad directa, ni reconocer formalmente el crimen ni brindar una reparación adecuada. El uso de aportes privados fue percibido como una estrategia para eludir su deber oficial. Oga Mayako, una de las líderes de la Conferencia de Solidaridad Asiática, denunció que la influencia del gobierno japonés sobre el Fondo constituía un intento de "evadir su responsabilidad legal" en torno a la esclavitud sexual, calificándolo como una "política de engaño". Kim y otras sobrevivientes rechazaron recibir el dinero, insistiendo en que Japón debía ofrecer disculpas formales y una compensación legal. Además, 191 legisladores coreanos emitieron una declaración pública exigiendo que el gobierno japonés reconociera la esclavitud sexual como un crimen de guerra inhumano, iniciara acciones para castigar a los responsables, brindara restitución legal y disolviera el Fondo de Mujeres Asiáticas, al considerarlo una distorsión de la verdadera naturaleza del problema.
Kim rechazó la compensación económica. Se sintió profundamente angustiada e incluso llegó a arrepentirse de haber compartido su testimonio. “No revelé mi pasado vergonzoso por dinero. Exijo justicia, no una suma destinada a consolarme”, declaró con firmeza. Señaló que vivía en un apartamento proporcionado por el gobierno y recibía una ayuda mensual de 250 mil wones, por lo que no necesitaba dinero. Su compromiso se centró en entregarse por completo a la causa de las mujeres de consuelo. Afirmó que la falta de disculpas y de compensación por parte del gobierno japonés ya había quedado registrada en la historia.

### Última entrevista
En 1997, durante una entrevista, Kim expresó con contundencia su postura sobre la problemática de las mujeres de consuelo. Se mostró indignada al recordar las condiciones inhumanas en las que se vio obligada a vivir. En la estación de confort fue testigo de cómo muchas mujeres eran asesinadas por soldados japoneses, y vivía constantemente aterrorizada. Aunque logró escapar con vida, muchas otras no tuvieron la misma suerte. Tras regresar a Corea, su vida estuvo marcada por el duelo constante. A pesar de haber sido víctima y haber sufrido un trauma profundo, lo que más la abrumaba era la sensación de vergüenza, pues no podía llevar una vida normal como el resto de las personas.
En lugar de recibir apoyo y comprensión, las víctimas de la esclavitud sexual fueron estigmatizadas y vistas como personas deshonrosas, incluso en sus propias comunidades. Kim sentía que no le quedaba otra opción que vivir entre el dolor y el lamento por su juventud perdida. Manifestó su rechazo hacia el fondo privado ofrecido por Japón, cuestionando con rabia: “¿De qué nos consuelan? Eso no está bien”. Según Uski Geiko, una de las representantes de organizaciones de mujeres, se les entregarían unos 2 millones de yenes. Kim respondió con firmeza: “Eso no es justo. Japón debe expiar sus crímenes. Mi deseo es simple: que Japón se disculpe. Eso es lo que más anhelo”.
La vida de Kim como una de las mujeres de consuelo coreanas fue documentada en el libro The Korean Comfort Women Who Were Coercively Dragged Away for the Military, publicado en Corea en 1993. Esta obra fue compilada por el Consejo Coreano para Mujeres Reclutadas como Esclavas Sexuales por el Ejército Japonés, y presenta también los testimonios de otras 18 mujeres que sufrieron la misma situación. El relato de Kim fue traducido al inglés y aparece en el libro True Stories of the Korean Comfort Women.
En 1995, participó en una obra de teatro llamada Disappeared in Twilight, la cual abordaba la vida de las mujeres de consuelo.